# Tennis Europe
Tennis Europe ist der europäische Dachverband im Tennissport unter der Schirmherrschaft der International Tennis Federation (ITF). Er wurde 1975 als European Tennis Association von 17 nationalen Tennisverbänden Europas gegründet. Mit dem Jahr 2002 erfolgte die Namensänderung zum heutigen Namen. Mit 50 Mitgliedsverbänden ist Tennis Europe mittlerweile der größte Kontinentalverband der ITF.
Der Sitz von Tennis Europe ist in Basel in der Schweiz. Der Verband spielt eine wichtige Rolle in Europa bei der Durchführung und Organisation von eigenen, von der ITF unabhängigen europäischen Jugend-Wettbewerben, in den Altersklassen 12&Under, 14&Under und 16&Under. Ivo Kaderka wurde bei den Wahlen im September 2021 zum Präsidenten bis 2024 gewählt. Der aktuelle CEO von Tennis Europe ist Thomas Hammerl. Strategisch fokussiert sich Tennis Europe auf Wettbewerbe, Entwicklungshilfe und Ausbildung.

## Veranstaltungen
Tennis Europe unterstützt, organisiert und ist verantwortlich für die Durchführung von mehr als 1000 internationalen Tennisveranstaltungen in Europa.

### Junioren-Veranstaltungen
Einzel
- European Junior Championships (18/16/14 Jahre und jünger)[8]
- Tennis Europe Junior Tour (16/14/12 Jahre und jünger)[9]
- Tennis Europe Junior Masters (16/14 Jahre und jünger)[10]
- ITF/Tennis Europe Development Championships (14/16 Jahre)[11]

Team
- Tennis Europe Summer Cups (18/16/14 Jahre und jünger)[12]
- Tennis Europe Winter Cups by Dunlop (16/14 Jahre und jünger)[13]
- Tennis Europe Summer Cups by Dunlop (12 Jahre und jünger)[14]

### Senioren-Veranstaltungen
- Europameisterschaften der Senioren (alle offiziellen Altersklassen)[15]
- Europameisterschaften der Vereine (Herren über 35/40/45/55/60/65/70 Jahre, Damen über 40/50/60 Jahre)[16]

### Professionelle Turniere
Die Abteilung von Tennis Europe für Profis ist das durchführende Organ der ITF für alle europäischen Turniere der ITF Pro Circuits. Dazu gehören die Turniere der ITF World Tennis Tour der Herren mit einem Preisgeld von 15.000 bis 25.000 Dollar plus Hospitality, ebenso wie die Damenbewerbe der ITF World Tennis Tour mit einem Preisgeld von 15.000 bis 100.000 Dollar plus Hospitality.

## Verschiedenes
Tennis Europe kooperiert mit der ITF bei der Durchführung der 16&Under Turniere, die mit Startplätzen bei den ITF 18&Under Turnieren belohnt werden, und bei der Durchführung der European Championships 18&Under. Auch bei der Organisation der Europameisterschaften im Beachtennis kooperiert Tennis Europe mit der ITF.